# Шарль Ерар ді Рив'єр
Шарль Ерар ді Рив'єр (16 лютого 1789 — 31 серпня 1850) офіцер гаїтянської армії під командуванням Александра Петіона за часів боротьби останнього проти Анрі Крістофа. Був проголошений президентом Гаїті 4 квітня 1843. Усунутий від влади в результаті перевороту 3 травня 1844 року.

## Життєпис
Народився в Порт-о-Пренсі 16 лютого 1789. З його ранньої біографії відомо лише те, що він бився проти влади Франції та був офіцером «батальйону чорних бійців».
Ді Рив'єр був одним зі змовників, які усунули від влади президента Жана-П'єра Буайє 1843 року. 30 грудня того ж року парламент Гаїті ухвалив нову Конституцію, що унеможливило законний прихід ді Рив'єра до влади. Невдовзі після цього генерал ді Рив'єр, який мав підтримку з боку армії, узяв під контроль уряд і проголосив себе президентом Гаїті.
Невдовзі після захоплення влади у східній частині Гаїті, відомій як Санто-Домінго, відбулось повстання. 27 лютого 1844 року повстанці захопили столицю регіону, однойменне місто, й наступного дня проголосили незалежність Домініканської Республіки від Гаїті. Ерар відповів майже одразу. Спорядивши армію чисельністю 25 000 солдат, 10 березня 1844 року він вторгся до новоствореної республіки з метою повернення східної частини острова під свою владу. Однак, він зазнав швидкої поразки та був змушений відступити до Гаїті. Стикнувшись зі зростанням опозиційних настроїв та різким погіршенням політичної ситуації в країні, Ерар 30 березня розпустив парламент.
Під час вторгнення до Домініканської Республіки у сільській місцевості Гаїті спалахнуло повстання. Наприкінці березня 1844 року повстанська армія почала зосереджуватись неподалік від міста Ле-Ке, на південному заході півострова. Повстанці, відомі як пікети, були озброєні довгими списами (з цього й походить їхня назва). У квітні того ж року повстанці зустрілись із урядовими військами та здобули перемогу. Однак, невдовзі після цього їхнє просування до гаїтянської столиці було зупинено поблизу містечка Аквін.
Це, втім, не дало бажаного відпочинку ді Рив'єру. Поки повстанська армія просувалась до Порт-о-Пренса з півдня, на півночі також почалось збройне повстання, яке підтримали опоненти Ерара в уряді. Зіткнувшись із такою кризою, останній відмовився від посту президента 3 травня 1844 року. 2 червня того ж року він був змушений залишити країну та виїхати до Ямайки, де й помер 31 серпня 1850 року.